# Myonia peruviana
Myonia peruviana är en fjärilsart som beskrevs av Paul Dognin 1919. Myonia peruviana ingår i släktet Myonia och familjen tandspinnare. Inga underarter finns listade i Catalogue of Life.